# Richard Hildebrandt (Offizier)

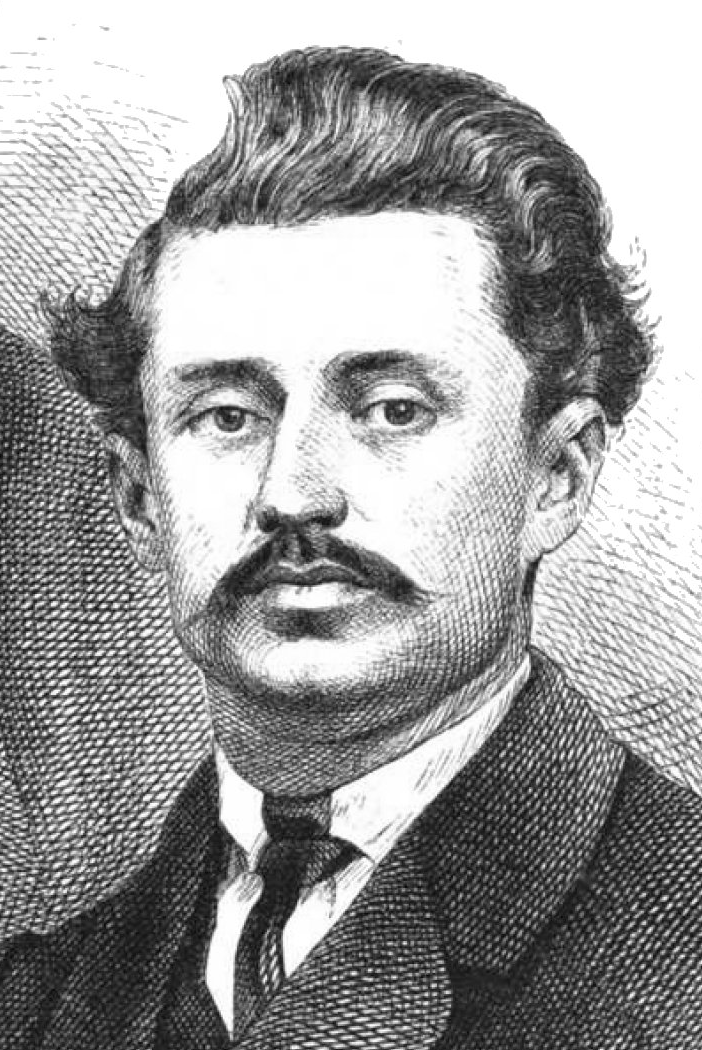
Richard Hildebrandt, 1868

Richard Hildebrandt (* 29. November 1843 in Magdeburg; † 11. Juni 1911 in Baden-Baden) war ein deutscher Marineoffizier, Forschungsreisender und Stadtverordneter von Charlottenburg. Er nahm als Erster Steuermann 1868 an der Ersten und 1869/70 an der Zweiten Deutschen Nordpolar-Expedition teil.

## Leben

### Frühe Jahre

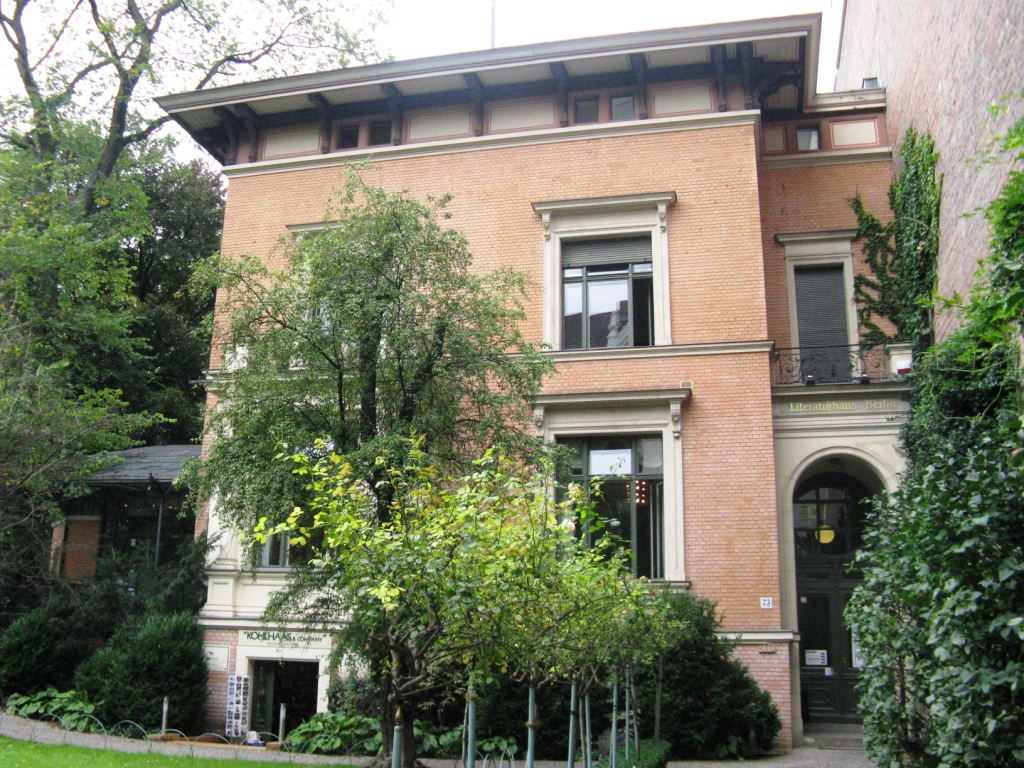
Das Haus des Ehepaars Hildebrandt in Berlin-Charlottenburg

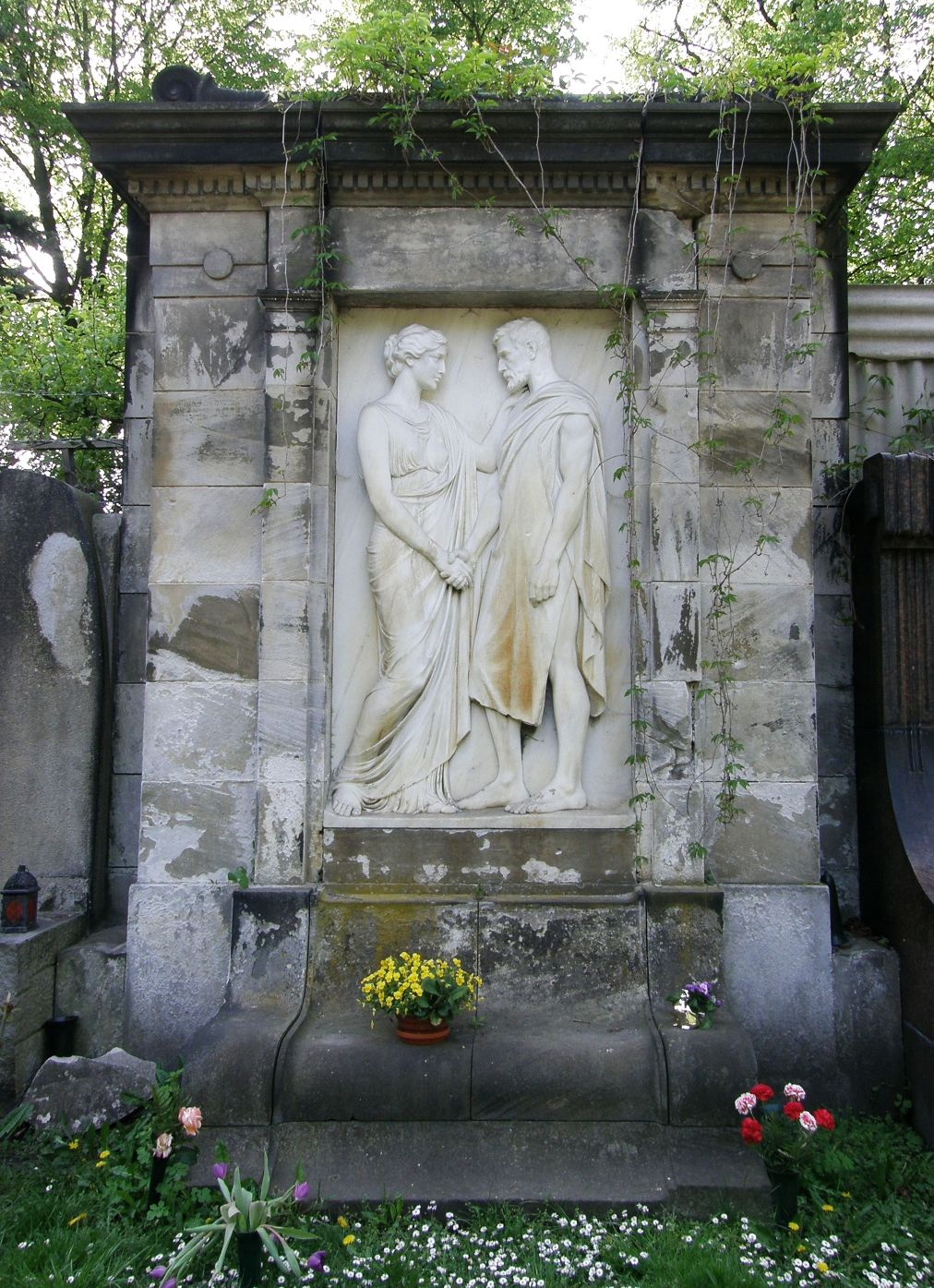
Wandgrab der Eheleute Hildebrandt mit einem Relief von Fritz Klimsch

Richard Hildebrandt wurde 1843 als Sohn des späteren Superintendenten und Pfarrers der Magdeburger Sankt-Jakobi-Kirche Friedrich Wilhelm Hildebrandt (1811–1893) geboren. 1861 begann er seine seemännische Laufbahn auf der Schonerbrigg Amaranth. 1863 war er Matrose auf der Bremer Brigg Garibaldi, und 1865 fuhr er auf der englischen Alexandra. Von November 1865 bis zum März 1866 besuchte er die Steuermannschule in Vegesack und bestand das Untersteuermannsexamen. Er wurde zum Militär eingezogen und diente ein halbes Jahr lang, zunächst als Matrose zweiter Klasse, ab Mai 1866 als Steuermannsmaat, in der Preußischen Marine auf der Gefion. Anschließend fuhr er als Steuermann auf Großseglern, die Auswanderer in die Vereinigten Staaten brachten. Im Februar 1868 belegte er in Bremen einen Obersteuermanns-Lehrgang.

### Erste Deutsche Nordpolar-Expedition 1868
Anfang April 1868 wurde Hildebrandt auf Empfehlung seines Lehrers Arthur Breusing von Carl Koldewey als Steuermann der Ersten Deutschen Nordpolar-Expedition engagiert. Während Koldewey sich in Bergen um Kauf und Ausrüstung des Expeditionsschiffs kümmerte, besorgte Hildebrandt Karten und Instrumente und heuerte die Mannschaft an. Am 13. Mai traf er in Bergen ein. Elf Tage später verließ die Expedition an Bord der Nordischen Jagt Grönland den Hafen, um den Instruktionen des Geographen August Petermann folgend an der Ostküste Grönlands so weit wie möglich nach Norden vorzudringen. Da die Eisverhältnisse eine Annäherung an die grönländische Küste nicht zuließen, segelte die Expedition nach Spitzbergen, wo unter anderem der südliche Teil Hinlopenstraße kartiert wurde. Am 10. Oktober 1868 trafen ihre Teilnehmer wohlbehalten in Bremerhaven ein. Als guter Zeichner lieferte Hildebrandt einige Vorlagen für die Illustrationen im Expeditionsbericht.

### Zweite Deutsche Nordpolar-Expedition 1869/70
1869 startete Koldewey mit zwei Schiffen zur Zweiten Deutschen Nordpolar-Expedition. Während er selbst die Germania führte, fuhr Hildebrandt unter Kapitän Friedrich Hegemann als Erster Steuermann auf dem Begleitschiff Hansa. Die Schiffe sollten die Ostküste Grönlands nördlich des 75. Breitengrades vermessen und erforschen und so weit wie möglich nach Norden vordringen. Durch ein Missverständnis zwischen den Kapitänen wurde die Hansa im August von der Germania getrennt. Am 14. September blieb sie im Packeis stecken. Der Kapitän ließ die Besatzung auf einer großen Eisscholle ein Haus aus Steinkohlebriketts bauen und dort Proviant für zunächst zwei Monate deponieren. Als die Lage des Schiffs Mitte Oktober durch die fortwährenden Eispressungen hoffnungslos wurde, schaffte die Besatzung alles von Bord, was für sie noch von Wert war. In der Nacht zum 23. Oktober sank die Hansa bei 70° 52′ Nord und 21° West vor der Küste Liverpool Lands. Innerhalb von 200 Tagen drifteten die vierzehn Männer auf ihrer Scholle rund 1500 km weit an der Küste Ostgrönlands entlang. Schließlich setzten sie die Reise in ihren drei Beibooten fort. Nach weiteren 36 entbehrungsreichen Tagen erreichten sie die Herrnhuter Missionsstation Friedrichstal an der Südspitze Grönlands. Von Frederikshåb aus konnten sie auf dem dänischen Segelschiff Constance nach Europa zurückkehren und waren im September 1870 wieder in Deutschland.

### In der Kaiserlichen Marine
Im Februar 1871 meldete Hildebrandt sich zur Kaiserlichen Marine und wurde auf dem Schulschiff Renown ausgebildet. Anfang Mai bestand er sein erstes Marine-Examen und schlug nun endgültig die militärische Laufbahn ein. 1874 heiratete er Luise Gruson (1859–1916), die Tochter des Magdeburger Industriellen Hermann Gruson. 1878 war Hildebrandt als Leutnant zur See an Bord der Luise, mit der er im Januar 1879 zu einer zwei Jahre dauernden Seefahrt nach Ostasien auslief. 1883 war er mit dem Schulschiff Nymphe im Mittelmeer. 1889 wurde Hildebrandt als Korvettenkapitän zur Disposition gestellt. Er arbeitete noch bis 1893 im Reichsmarineamt. Sein Schwiegervater schenkte dem Paar eine von den Architekten Albrecht Becker und Emil Schlüter erbaute spätklassizistische Villa in der Fasanenstraße (Nr. 23) in Charlottenburg. Das heutige Literaturhaus Berlin war schon um die Jahrhundertwende ein Treffpunkt für Musiker, Maler und Literaten. Hildebrandt war einige Jahre Stadtverordneter in Charlottenburg. Er starb 1911 in Baden-Baden. Das Grab von Richard und Luise Hildebrandt befindet sich auf dem Luisenfriedhof III in Berlin.

## Sonstiges
Kap Hildebrandt (66° 48′ N, 33° 53′ W) in Kong Christian IX Land an der Ostküste Grönlands ist nach Richard Hildebrandt benannt.